# Justice climatique en Suisse
Pour un article plus général, voir Justice climatique.
 (3 décembre 2020).
Le texte peut changer fréquemment, n’est peut-être pas à jour et peut manquer de recul. 
Le titre et la description de l'acte concerné reposent sur la qualification juridique retenue lors de la rédaction de l'article et peuvent évoluer en même temps que celle-ci.

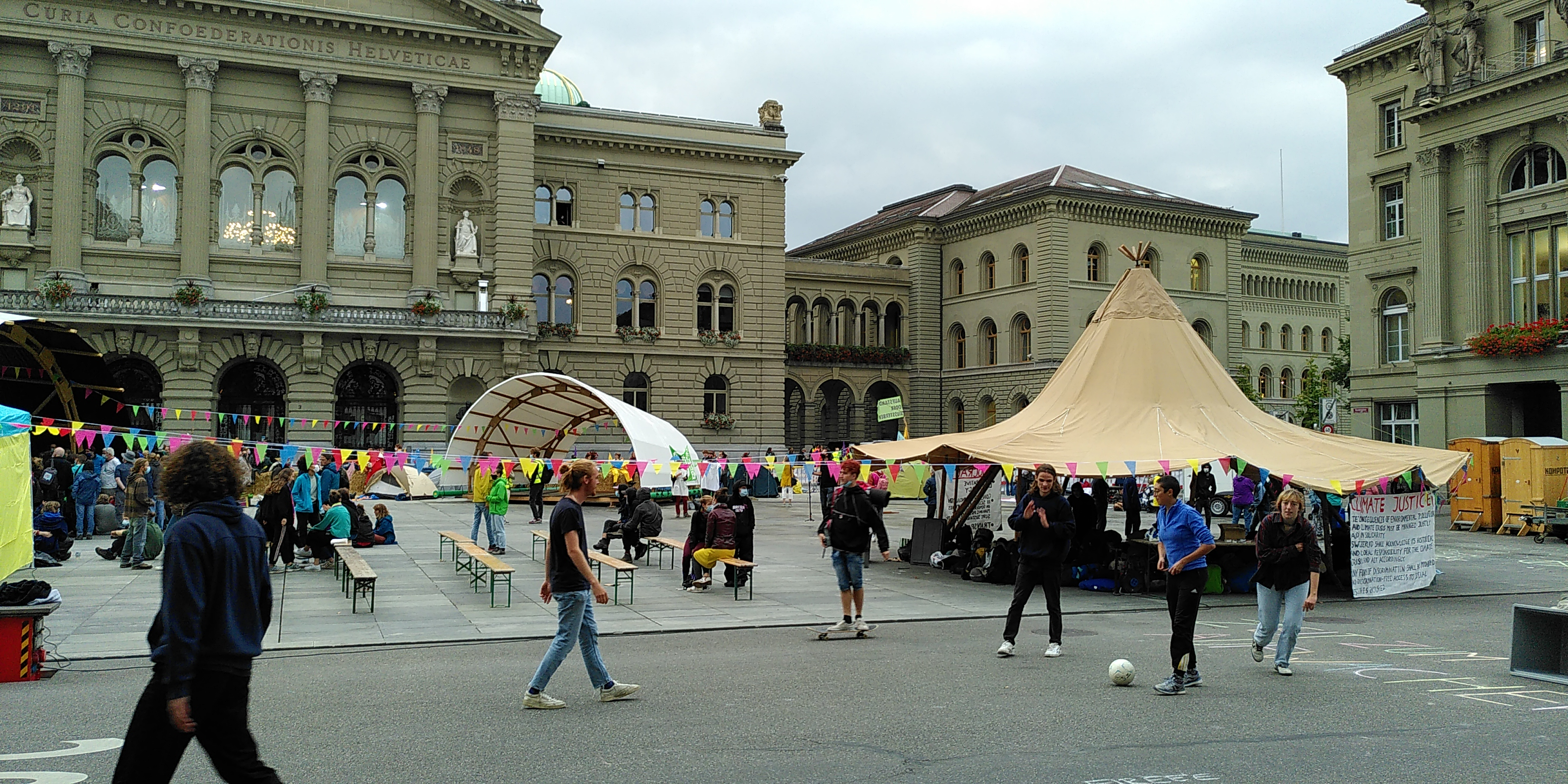
En septembre 2020, des centaines de militants pour le climat ont occupé la Place Fédérale.

La notion de justice climatique en Suisse désigne à la fois les actions (politiques, manifestations, etc.) en Suisse se réclamant de la justice climatique en tant qu'approche éthique et politique – ainsi que les affaires judiciaires liées à ces actions. Ces affaires comprennent notamment le procès des activistes de Lausanne action climat (droit de manifester) et l'affaire Verein Klimaseniorinnen Schweiz et autres contre Suisse (action envers l'État).

## Contexte

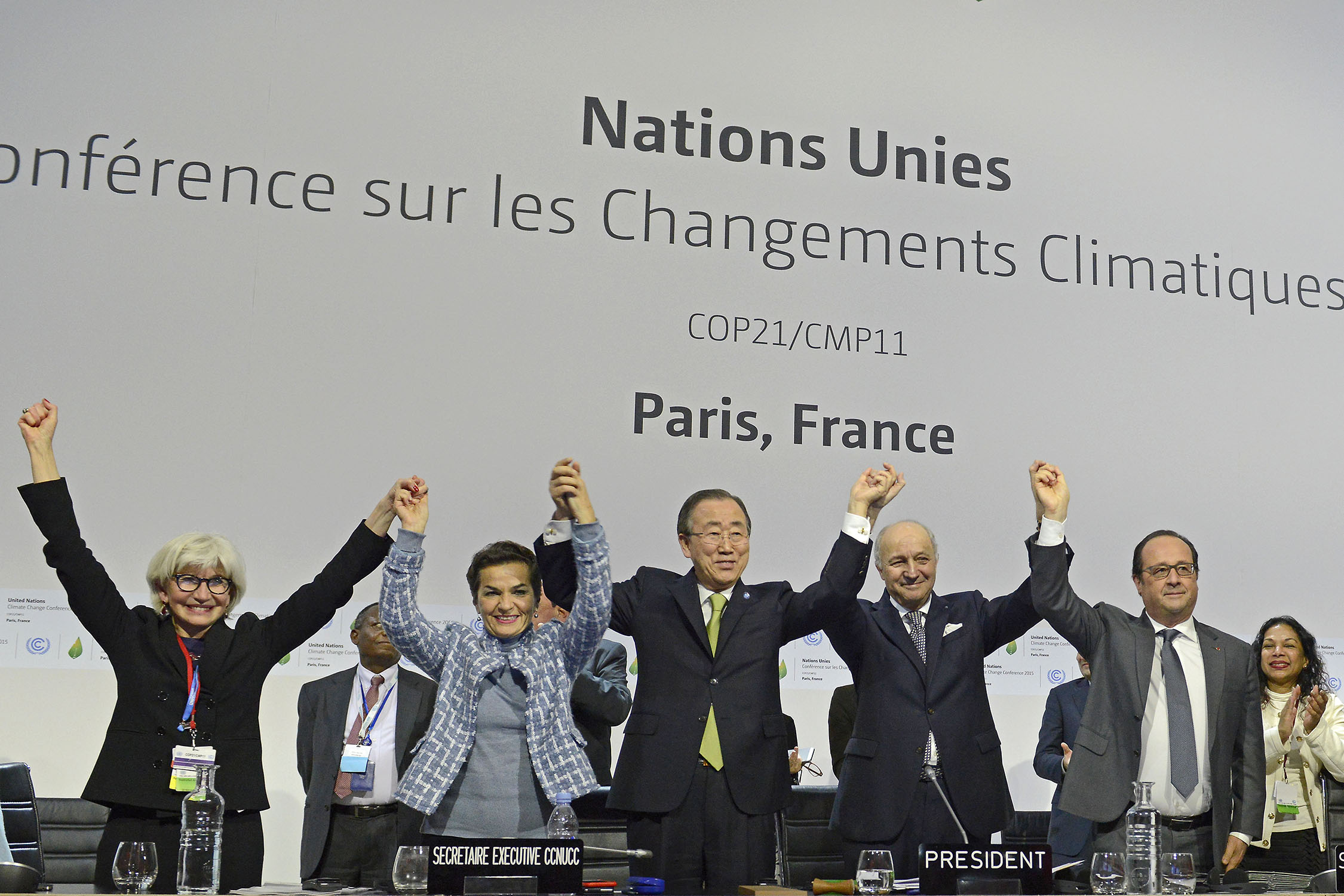
Séance plénière de la COP21 adoptant l’Accord de Paris en 2015.

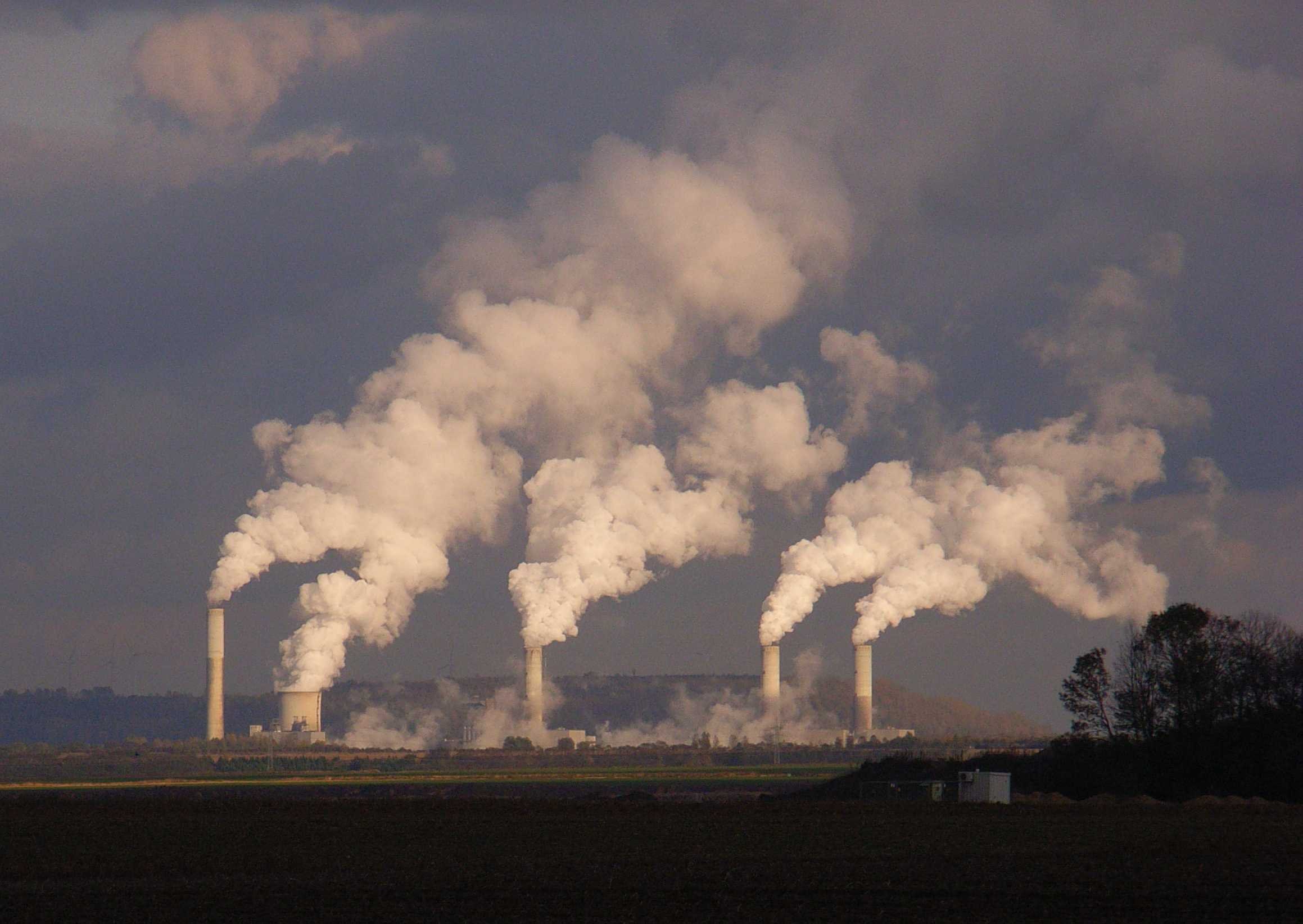
Les combustibles fossiles produisent de l'énergie en émettant des gaz à effet de serre, ce qui cause le dérèglement climatique.

### Droit international sur le climat
Depuis 1992, la Convention-cadre des Nations unies sur les changements climatiques entend stabiliser « les concentrations de gaz à effet de serre dans l’atmosphère à un niveau qui empêche toute perturbation anthropique dangereuse du système climatique »,.
Depuis 2015, l'Accord de Paris sur le climat prévoit de contenir le réchauffement climatique d'ici à 2100 « nettement en dessous de 2 °C par rapport aux niveaux préindustriels et en poursuivant l’action menée pour limiter l’élévation des températures à 1,5 °C ». L'accord précise aussi qu'il « vise à renforcer la riposte mondiale à la menace des changements climatiques, […] notamment en […] rendant les flux financiers compatibles avec un profil d'évolution vers un développement à faible émission de gaz à effet de serre et résilient aux changements climatiques ». Selon le Conseil fédéral, l'Accord de Paris sur le climat « oblige tous les États membres à prendre des mesures de réduction des émissions des gaz à effet de serre, à élaborer une stratégie d’adaptation aux changements climatiques et à orienter les flux financiers de manière favorable au climat ».
En décembre 2020, le secrétaire général des Nations unies António Guterres déclare :

« Il est grand temps [...] de supprimer progressivement le financement des combustibles fossiles et les subventions dont ils bénéficient ; d’arrêter la construction de nouvelles centrales à charbon ; [...] de rendre obligatoire la divulgation des risques financiers liés au climat et d’intégrer l’objectif de neutralité carbone dans toutes les politiques et décisions économiques et budgétaires. Les banques doivent adapter leurs prêts à l’objectif mondial de zéro émission nette et les propriétaires et gestionnaires d’actifs doivent décarboniser leurs portefeuilles. »

### Impact de la place financière suisse
En 2015, une étude de la Confédération indique que les investissements dans les énergies fossiles présentent des risques pour la place financière suisse (bulle du carbone) et que les investisseurs suisses favorisent un réchauffement global de 4 à 6 °C (chiffres confirmés en 2016 et en 2017). En 2016, l'Alliance climatique suisse, une coalition de 80 organisations, publie une analyse révélant que l'impact climatique de la place financière suisse s’élève à 1 100 millions de tonnes d'équivalents CO2 par année, soit 22 fois les émissions domestiques de la Suisse,.
En 2018, le Conseil fédéral affirme que « le changements climatiques, la consommation excessive de ressources et la perte de biodiversité constituent des risques menaçant les fondements de notre vie ».
En 2020, une nouvelle analyse de la Confédération, portant sur la compatibilité climatique des portefeuilles des acteurs du marché financier suisse, révèle que le secteur n'est pas toujours en ligne avec les objectifs de l'Accord de Paris sur le climat,, :

« De l’avis du Conseil fédéral, la Suisse doit devenir une référence mondiale en matière de services financiers durables. Or, pour pouvoir apporter sa contribution à la réalisation des objectifs climatiques, la place financière helvétique doit prendre encore plus de mesures concrètes. »

## Affaires

### Aînées pour la protection du climat (novembre 2016)

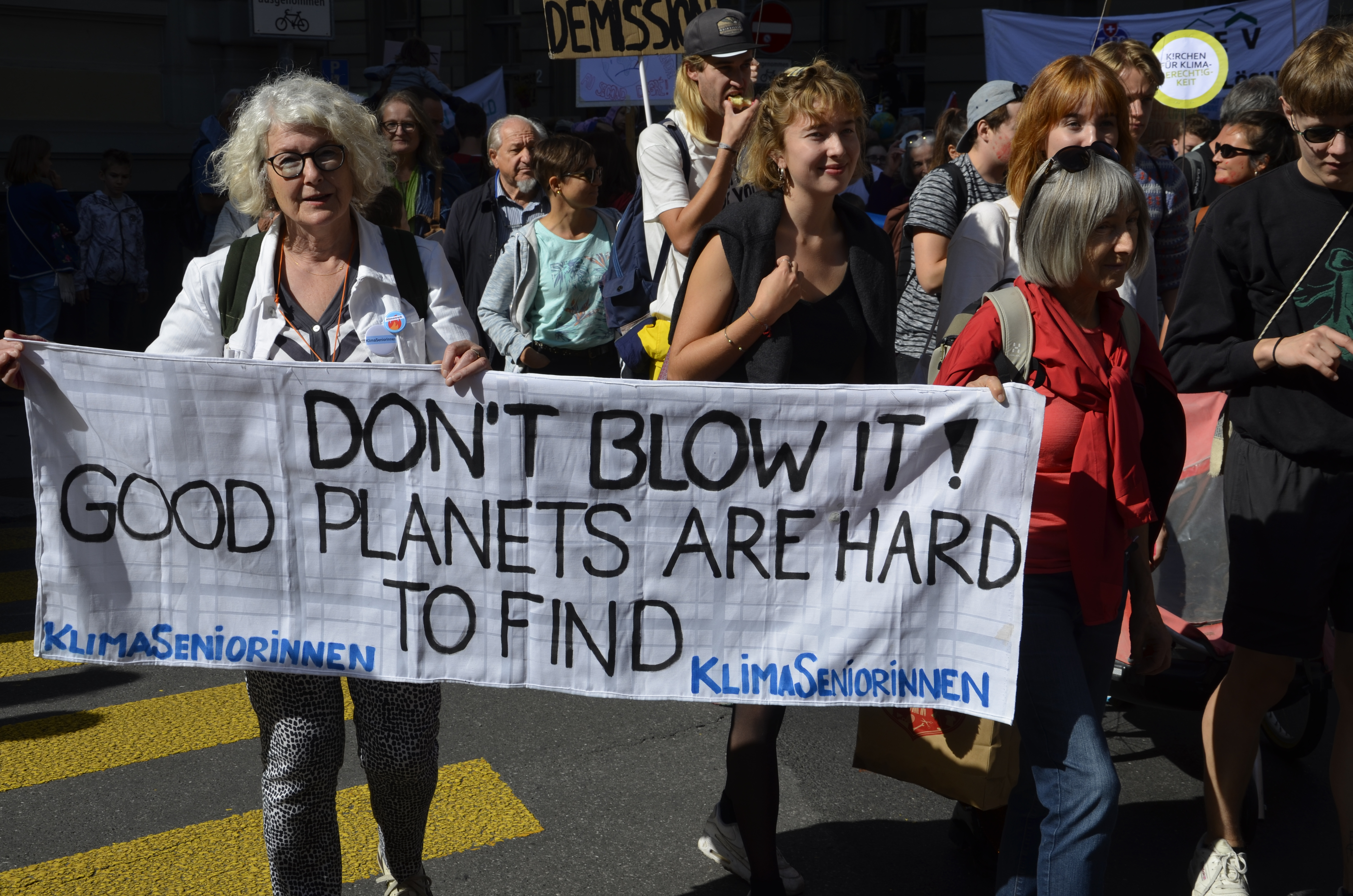
Banderole des Aînées pour la protection du climat, lors d'une manifestation en 2019.

En novembre 2016, cent cinquante femmes âgées de l’association des « Aînées pour la protection du climat » interpellent le gouvernement concernant son devoir de protection alors qu'elles sont particulièrement fragiles vis-à-vis du réchauffement. En 2017, le Département fédéral de l'environnement, des transports, de l'énergie et de la communication n'est pas entré en matière et l'affaire est portée en justice.
En décembre 2018, le Tribunal administratif fédéral rejette leur demande, soulignant le fait que leur groupe n'est pas le seul groupe démographique affecté et que la faune et la flore sont aussi concernées,,. En janvier 2019, elles font recours au Tribunal fédéral, qui rejette leur demande en mai 2020, estimant que les recourantes ne sont pas suffisamment atteintes dans leurs droits. En octobre 2020, elles annoncent faire recours à la Cour européenne des droits de l'homme en exigeant un renforcement des mesures afin d'atteindre les objectifs de l'Accord de Paris sur le climat,.

#### Jugement de 2024
Le 9 avril 2024, la Cour européenne des droits de l’homme, dans un jugement qualifié d'« historique » par de nombreux observateurs , condamne la Suisse pour inaction climatique « faute d'avoir agi en temps utile et de manière appropriée et cohérente » notamment pour ne pas avoir quantifié les limites nationales applicables aux gaz à effet de serre ,.
La Cour constate que la Suisse n’a pas respecté ses objectifs passés de réduction des émissions de gaz à effet de serre, que ses objectifs actuels sont insuffisants et qu’elle n’a pas de budget carbone. La violation du droit à la santé est reconnue par 16 voix contre une,. À l'unanimité des 17 juges, la Cour a également reconnu une violation de l'article 6 relatif à l'accès à un tribunal,.
Le représentant de la Suisse déclare que celle-ci « prend évidemment acte » du jugement et qu'« il revient aux différentes autorités du pays de l’analyser et d’esquisser des pistes » pour s'y conformer. C'est la première fois qu'une cour internationale condamne un État et se prononce sur le changement climatique en établissant un lien direct avec la qualité de vie et la santé. Ce jugement fait jurisprudence pour les 46 États signataires de la Convention européenne des droits de l'homme.

### «Mains rouges» à Genève (octobre 2018)

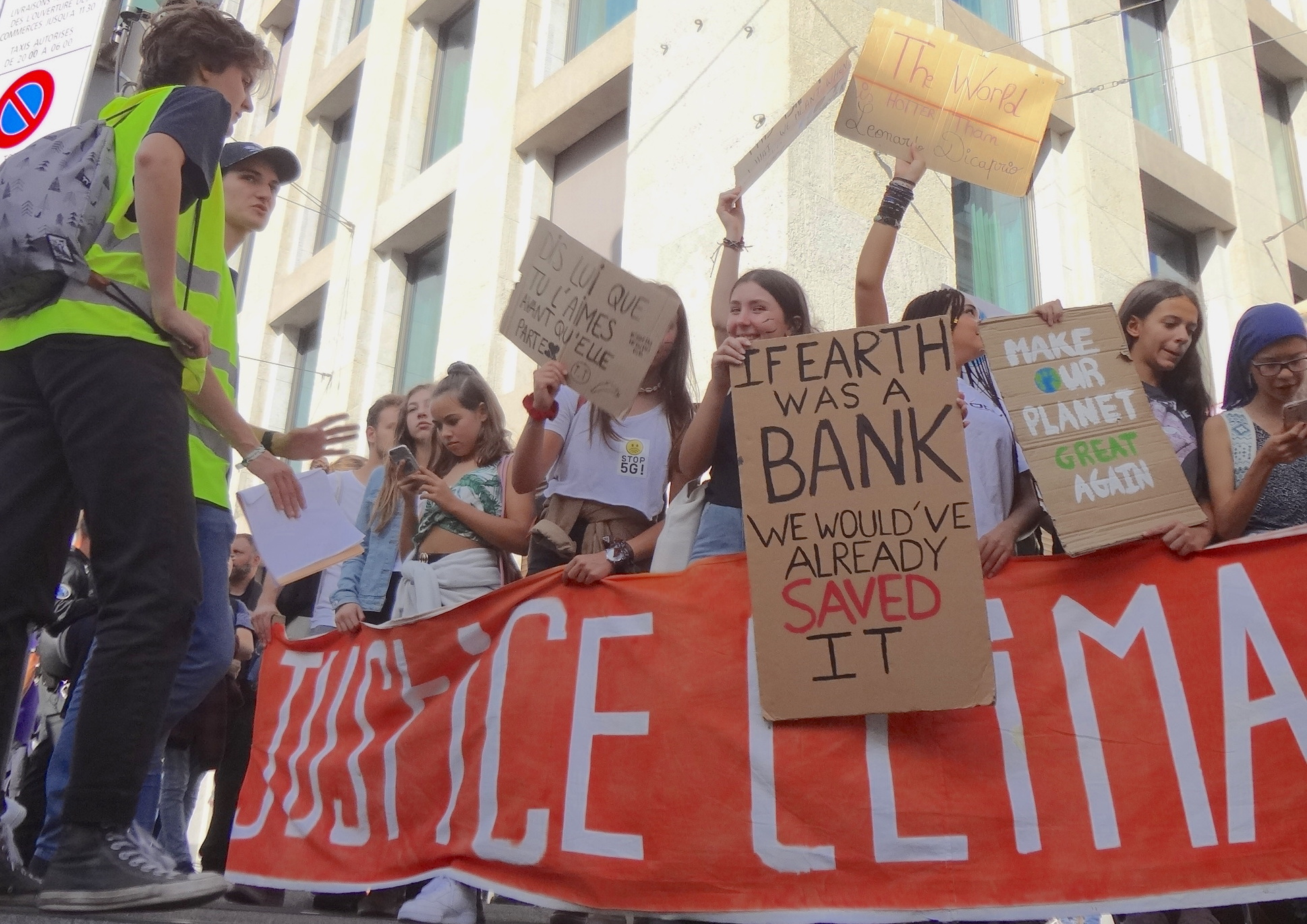
Le 14 octobre 2020, un tribunal genevois a acquitté un militant ayant apposé ses mains couvertes de peinture rouge lavable sur une banque pour dénoncer ses investissements dans les énergies fossiles.

Le 13 octobre 2018, lors d'une grande marche pour le climat à Genève, un militant pro-climat du collectif « Breakfree Suisse » appose (avec une quinzaine d'autres manifestants) ses mains couvertes de peinture rouge lavable sur le Rapport spécial du GIEC sur les conséquences d'un réchauffement planétaire de 1,5 °C et sur la façade de Crédit suisse, pour dénoncer les investissements dans les énergies fossiles,,. En 2020, Crédit suisse a annoncé avoir une stratégie de gestion des risques climatiques depuis 2019 et ne plus investir dans de nouvelles centrales à charbon.
Le 20 février 2020, le militant est condamné par le Tribunal de police de Genève pour « dommage à la propriété »,. En première instance, le juge n'auditionne pas de témoins sur la question du dérèglement climatique. Le procès en appel a lieu le 21 septembre 2020 devant la Chambre pénale d’appel et de révision. Le 14 octobre 2020, les juges reconnaissent l’état de nécessité lié à l’urgence climatique et acquitte le militant. Les juges soulignent que c'est « un constat d’échec imminent », car « l’urgence climatique est une réalité établie scientifiquement de manière indubitable […] et que le réchauffement planétaire met en danger certains des biens individuels les plus précieux ». Le Ministère public genevois et le Crédit suisse ont fait recours au Tribunal fédéral. En octobre 2021, le Tribunal fédéral annule l'aquittement ; l'affaire devra donc être à nouveau jugée par la cour cantonale.
La Cour de justice genevoise condamne ensuite le militant à 100 francs d'amende pour dommages à la propriété, reconnaissant son « mobile honorable » et son « état de détresse profonde et de profond désarroi ». Le Ministère public fait appel. En 2023, le Tribunal fédéral juge que les actions appelant à agir contre le dérèglement climatique « constituent indéniablement une préoccupation des plus respectables pour la société », mais qu'elles ne doivent pas engendrer de déprédations. Ainsi, selon les juges, l'action pour le climat doit être pacifique pour pouvoir bénéficier d'une atténuation de peine pour mobile honorable. Le cas est renvoyé à la cause à la Cour de justice pour qu'elle fixe une nouvelle peine.

### Lausanne action climat (novembre 2018)
Le procès de Lausanne action climat est une affaire judiciaire suisse opposant le ministère public vaudois à des militants pour le climat. Les douze militants sont poursuivis pour avoir joué au tennis dans une succursale de la banque Crédit suisse à Lausanne, en novembre 2018, dans le but de dénoncer ses investissements dans les énergies fossiles (en faisant appel à Roger Federer, sponsorisé par la banque).
En janvier 2020, le Tribunal de police de Lausanne reconnaît l'état de nécessité et les acquitte. En septembre 2020, les prévenus sont condamnés en appel par le Tribunal cantonal vaudois : celui-ci considère que le dérèglement climatique est un danger imminent, mais voit d'autres moyens d'agir pour se faire entendre de manière licite. 
Selon plusieurs commentateurs, le jugement en première instance est historique, car il constitue le premier procès climatique du genre en Suisse et représente une reconnaissance inédite de l'état de nécessité par un tribunal du pays,. Le jugement de première instance reconnaît que la gravité du dérèglement climatique peut justifier des actes de désobéissance civile non-violente d'ampleur raisonnable,.

### «Mains rouges» à Lausanne (mars 2019)
Le 15 mars 2019, un militant appose des mains rouges sur les murs du Crédit suisse à Lausanne, avec de la peinture lavable. Il souhaitait ainsi dénoncer les investissements de la banque dans les énergies fossiles qui représentent des risques pour la place financière suisse et pour le climat. Le militant est poursuivi à la suite d'une plainte pénale, bien que Crédit suisse l'ait ensuite retirée.
Le procès de ce militant pour le climat en lien avec Crédit suisse a initialement été reporté par le président du Tribunal de police de Lausanne en attendant que le Tribunal fédéral se prononce sur le premier procès et produise une jurisprudence actualisée sur l’état de nécessité licite. Il a finalement eu lieu après la condamnation des activistes de Lausanne action climat par le Tribunal cantonal vaudois.
Le 8 décembre 2020, le militant est jugé pour cinq actions lors de manifestations de la Grève du climat et d'Extinction Rebellion entre mars 2019 et janvier 2020, dont les « Mains rouges ». Le 11 décembre 2020, le Tribunal d'arrondissement de Lausanne le condamne pour quatre actions (voir ci-dessous), mais l'acquitte our les « mains rouges », puisque la peinture était facilement lavable,.

### Occupation des Retraites populaires (mars 2019)

Graphique montrant l'évolution du désinvestissement des énergies fossiles.

Le 15 mars 2019, en marge d'une grève pour le climat, une cinquantaine de manifestations entrent pacifiquement dans le siège des Retraites populaires à Lausanne,. Les manifestants citent notamment un test de compatibilité climatique réalisé par l'Office fédéral de l'environnement en 2017 montrant que, avec les investissements actuels des caisses de pension suisses, il faut s’attendre à un réchauffement climatique allant de 4 °C à 6 °C.
Retraites populaires décide de ne pas porter plainte et, cinq mois après, annonce exclure les investissements dans le charbon,. Une quinzaine de personnes (dont un mineur) ayant refusé de sortir reçoivent une ordonnance pénale et font opposition,. Leur procès a eu lieu le 22 novembre 2021, et a confirmé les peines pécuniaires, avec quelques allègements.

### Sit-inà Genève (mars 2019)
Le 15 mars 2019, après la fin officielle de la grève du climat, quinze participants essayent de rejoindre l'Hôtel de ville de Genève pour y déposer une pétition et des policiers leur demandent de ne pas le faire. Quatre d’entre eux reçoivent une contravention pour « refus d'obtempérer » sur la base de vidéos, avant d'être acquittés par le Tribunal de police en mai 2021, étant donné que ces images ont été conservées au-delà des trente jours légaux,.
En juin 2021, les manifestants interpellés par les agents directement lors des faits sont par la suite également acquittés. Le tribunal considère que bloquer la circulation pendant une heure et demie lors d'un sit-in pacifique non autorisé ne mérite pas une amende de plusieurs centaines de francs (les désagréments causés étant inférieur au seuil de gravité défini par la loi genevoise sur les manifestations sur le domaine public),.
Le Ministère public fait appel de la décision. Dans un arrêt notifié le 17 janvier 2022, la Chambre pénale d’appel et de révision acquitte les onze militants en reconnaissant l'absence de violence ou de débordement et leur liberté de manifestation pacifique,. Le Ministère public fait recours. Le 12 décembre 2022, se ralliant à l’appréciation des juges genevois, le Tribunal fédéral confirme l’acquittement.

### Blocages de banques à Bâle et Zurich (juillet 2019)
Le 8 juillet 2019, une centaine de manifestants bloque pacifiquement (sit-in) l'accès de filiales de Crédit suisse à Zurich (Paradeplatz) et d'UBS à Bâle, pour dénoncer leur rôle dans le financement des énergies fossiles causant le dérèglement climatique,,. Selon le collectif Climate justice, les deux banques ont investi 97 milliards dans les sociétés pétrolières et charbonnières depuis la signature de l'Accord de Paris sur le climat en 2015.
Parmi les personnes appréhendées, certaines ont été placées en détention provisoire jusqu'à 48 heures (64 personnes à Zurich et 19 à Bâle). Des condamnations sévères ont été prononcées par ordonnance pénale : jusqu'à 180 jours-amende de 50 francs pour violation de domicile, dommage à la propriété, contrainte et émeute,. Certains des prévenus de Zurich (9 sur 51) ainsi que tous les prévenus de Bâle ont fait appel. En décembre 2020, UBS a retiré ses plaintes par désintérêt.
À Bâle, un premier procès de cinq manifestants a débuté le 5 janvier 2021. La charge d'émeute est abandonnée, le responsable de la réponse policière ayant décrit l'action comme « paisible » et non menaçant ; le dommage à la propriété n'est pas retenu, vu le caractère mineure de la dégradation ; la contrainte est également écartée par le tribunal, les employés de la banque ayant accéder à leur entreprise. Le 22 janvier 2021, aucune charge n'étant retenue, le tribunal a acquitté les cinq militants pour le climat. La juge unique souligne que le jugement statue sur les infractions pénales – pas sur l'urgence climatique – et qu'il ne peut pas être considéré comme un « laissez-passez » pour des actions plus radicales.
À Zurich, un procès de neuf personnes, mises en accusation pour contrainte et violation de domicile, a lieu en mai 2021,. Elles sont condamnées à des jours-amende avec sursis.
En avril 2021, le Tribunal fédéral rejette la prise d'empreintes digitales et de profils ADN sur des militants pour le climat de Bâle, ces mesures étant disproportionnées pour un rassemblement pacifique protégé par les libertés d'expression et de réunion,.

### Occupations de routes à Lausanne (septembre et décembre 2019)

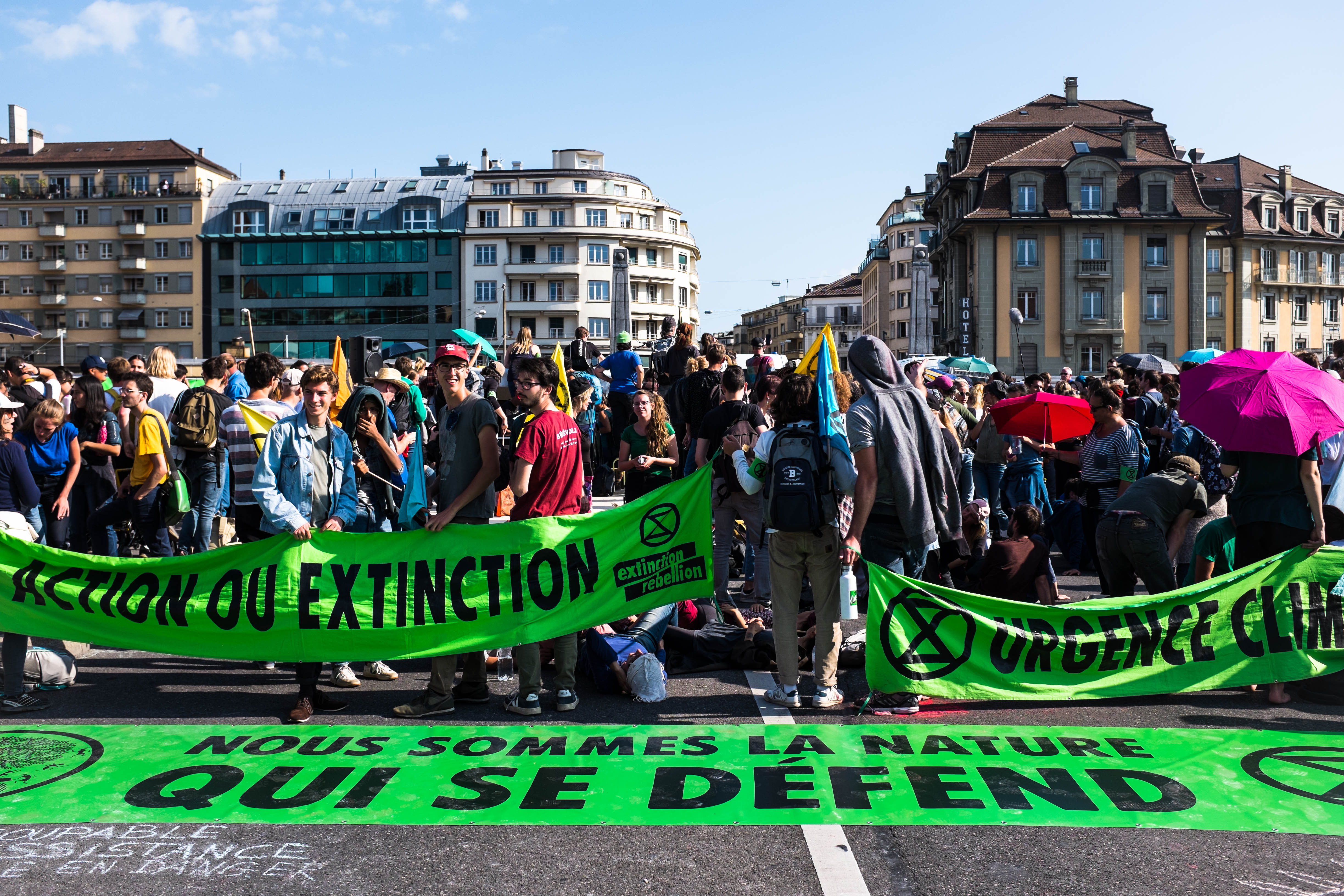
Manifestation d'Extinction Rebellion à Lausanne (le 20 septembre 2019).

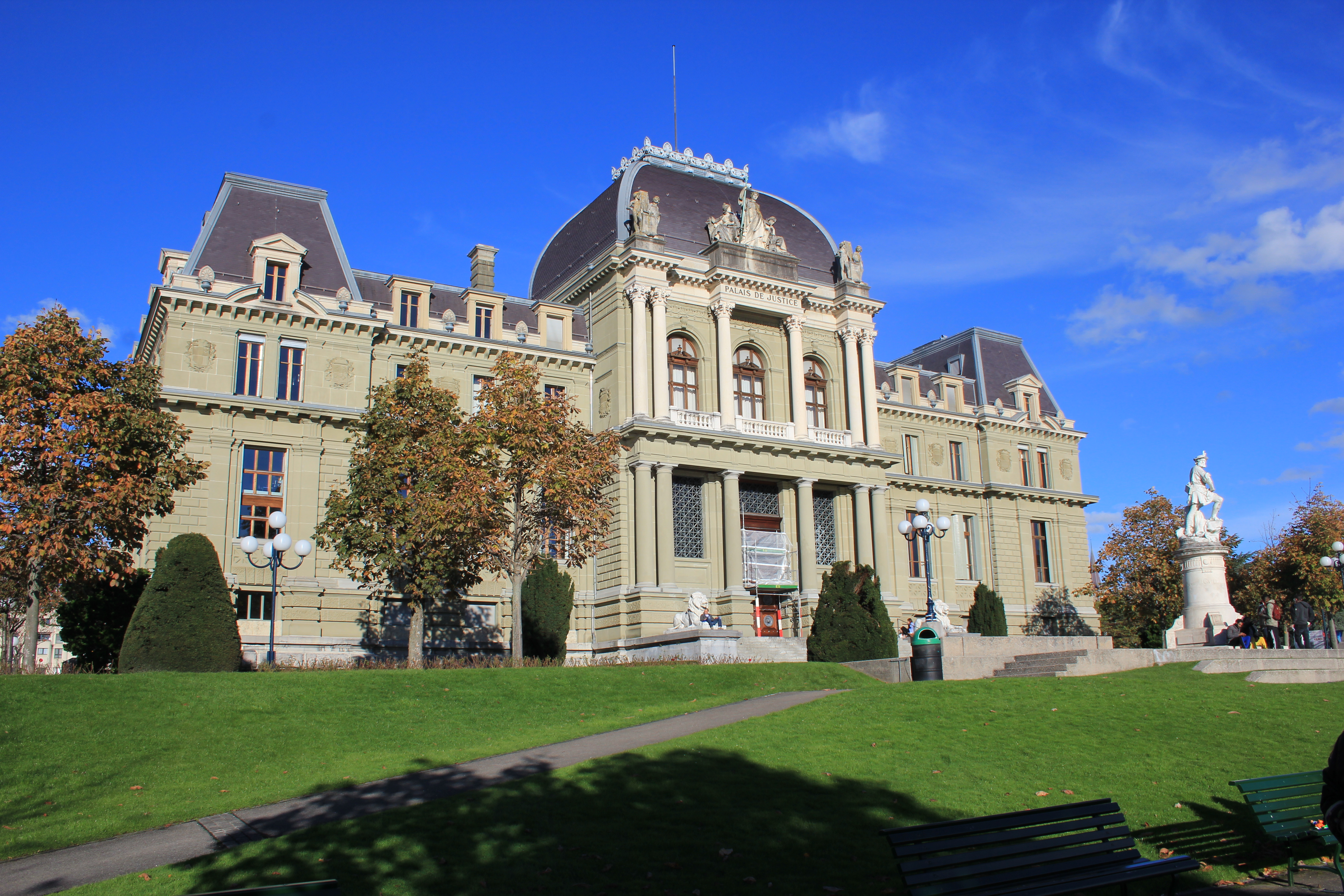
En 2020 et 2021, le Tribunal d'arrondissement de Lausanne a condamné des manifestants pour diverses infractions commises lors de manifestations non-autorisées.

#### Manifestations en 2019
Le mouvement d'action directe non violente Extinction Rebellion bloque le pont Bessières le 20 septembre 2019, puis l'avenue de Rhodanie le 27 septembre 2019 à Lausanne, demandant au Conseil fédéral de « dire la vérité » sur l'urgence et de prendre des mesures politiques pour la stabilité écologique et climatique.
Le 14 décembre 2019, une quinzaine de personnes tente de manifester sur la place Saint-François, où la police intervient immédiatement. Plusieurs centaines de personnes se rassemblent ensuite pendant plusieurs heures à la rue Centrale de Lausanne. Nonante personnes refusant de quitter les lieux sont interpellées.
Dans ce cas également, les autres procès ont été suspendus jusqu'au verdict final du procès des activistes de Lausanne action climat. Dans le canton de Vaud, environ 180 personnes reçoivent des ordonnances pénales pour des actions de désobéissance civile similaires.

#### Jugements de 2020 à 2022
Le 8 décembre 2020, un premier militant est jugé pour son comportement lors de cinq manifestations de la Grève du climat et d'Extinction Rebellion entre mars 2019 et janvier 2020, dont les « Mains rouges » (voir ci-dessus) et les deux occupations de septembre 2019. Le 11 décembre 2020, le Tribunal d'arrondissement de Lausanne le condamne à 125 jours-amende avec sursis de deux ans, 2 000 francs d'amende et 2 900 francs de frais de justice pour quatre actions (il est acquitté pour les « mains rouges »),. Selon son avocat, « le juge n'exclut pas complètement les actions de désobéissance civile si elles respectent le principe de proportionnalité », tout en considérant la possibilité de faire appel.
Environ 200 manifestants sont convoqués au tribunal pour des audiences individuelles entre septembre et novembre 2021,,. Le collectif dénonce l'organisation d'un « marathon de procès rapides et discrets » (sur une journée chacun) alors qu'ils ont demandé au tribunal de juger en même temps les personnes ayant participé à une même action (principe d’unité de la procédure).
Le 29 septembre 2021, un militant est condamné à 70 jours-amende avec sursis et 1 000 francs d'amende par le Tribunal d'arrondissement de Lausanne (le juge a reconnu « la sincérité, la franchise et la cohérence » de la personne et a réduit la peine par rapport à celle de l'ordonnance pénale). En octobre 2021, 26 autres militants sont condamnés à des peines légères pour entrave aux services d'intérêt général et empêchement d'accomplir un acte officiel. Le 20 janvier 2022, lors du 16e procès, pour la première fois, cinq militants sont complètement acquittés.
Le 11 février 2022, douze personnes (convoquées seulement deux semaines avant l'audience) sont condamnées à 15 à 20 jours-amende avec sursis et des amendes, les peines les plus sévères étant contre les personnes élues dans des parlements communaux (étonnamment même lorsque leurs élections avaient eu lieu après les faits).
En août 2022, le Tribunal fédéral annule la condamnation d'une personne qui avait été condamné par le Tribunal cantonal vaudois lors d'une procédure par écrit. Le Tribunal fédéral rappelle que les procès doivent en principe se dérouler en public,.
En septembre 2022, le Tribunal cantonal acquitte une quinzaine de militants qui avaient pris place sur la place Saint-François (le 14 décembre 2019) avant d'être très rapidement interpellés par la police puis gardés au poste pendant quatre heures. La cour estime que la police auraient dû laisser un délai de tolérance aux manifestants, soit le temps d’exprimer leur message, avant d'intervenir. Il s'agit des premiers acquittements climatiques par la justice cantonale vaudoise.

#### Jugement de 2024
En février 2024, le Tribunal fédéral admet le recours d'un militant du climat condamné pour avoir participé au blocage de l’avenue de Rhodanie. Il annule la condamnation pour entrave aux services d’intérêt général (car les perturbations ne sont pas suffisamment documentées) et celle fondée sur le Règlement général de police de la ville de Lausanne (qui permet de punir les organisateurs, mais pas les participants). Par contre, les juges estiment que l’activiste ne peut pas invoquer ne violation de la liberté de réunion (car il disposait d’autres moyens d’expression).

### Visite guidée à Genève (septembre 2019)
Le 21 septembre 2019, dans les rues de Genève, un membre du collectif Breakfree participait à une visite guidée, sur le thème des multinationales contribuant aux crises climatique, écologique et sociale (intitulée « tourisme du pire »). La police est intervenue et le prévenu a reçu une ordonnance pénale le condamnant à payer 650 francs, pour violation de la loi genevoise sur les manifestations sur le domaine public. Le 1er décembre 2020, le tribunal de police a acquitté le jeune, car il n’est pas établi qu'il a désobéi à la police,.

### Action devant Crédit suisse à Genève (septembre 2019)
Le 25 septembre 2019, devant une succursale genevoise de Crédit suisse, une douzaine de manifestants en combinaisons blanches dénoncent les investissements dans les énergies fossiles. Trois personnes avaient reçu 300 francs d’amende pour avoir manifesté en cachant leur visage. Dans un premier temps, le Tribunal de police a confirmé les condamnations. Dans un arrêt notifié le 17 janvier 2022, la Chambre pénale d’appel et de révision acquitte les militants en reconnaissant que le déguisement n'avait pas pour but d'empêcher une identification par la police (qui a pu relever les identités sans entrave) et que la manifestation n'a pas causé de trouble.

### «Block Friday» à Fribourg (novembre 2019)
En novembre 2019, lors du Black Friday, une cinquantaine d'activistes bloquent une des dix entrées du centre commercial « Fribourg centre » pour dénoncer la surconsommation. Ces personnes sont condamnées par ordonnance pénale de l’ordre de 500 francs. Une trentaine ont fait opposition et l'audience auprès du Tribunal pénal de la Sarine a débuté le 25 mai 2021,. La justice fribourgeoise refuse d'entendre des témoins scientifiques, considérant les dérèglements climatiques comme des « faits notoires », malgré les rappels de leur importance pour contrer le déni de l'urgence climatique,,.
Le 18 juin 2021, le juge confirme les ordonnances pénales de 2020, condamnant 30 prévenus (pour avoir participé à une manifestation non autorisée, troublé l'ordre public et ignoré les injonctions de la police), tout en réduisant légèrement les amendes. Les douze avocats ont annoncé vouloir recourir devant le Tribunal cantonal, se disant prêts à aller jusqu'à la Cour européenne des droits de l'homme.
Le 30 novembre 2022, le Tribunal cantonal fribourgeois acquitte 27 militants du climat. Se référant à la jurisprudence de la Cour européenne des droits de l'homme, la cour a considéré que l'absence d'autorisation de manifester ne justifie pas une condamnation pénale, lorsque le rassemblement cherche à sensibiliser au dérèglement climatique. De plus, les manifestants qui ont entravé l'accès à l'entrée principale du centre commercial sans violence bénéficie aussi du droit de manifester. L'infraction de contrainte n'est pas retenue contre les sept manifestants enchaînés à des chariots, car les autres entrées étaient accessibles, mais ces derniers reçoivent une amende de 150 francs.

### Occupation d'une banque à Lausanne (janvier 2020)

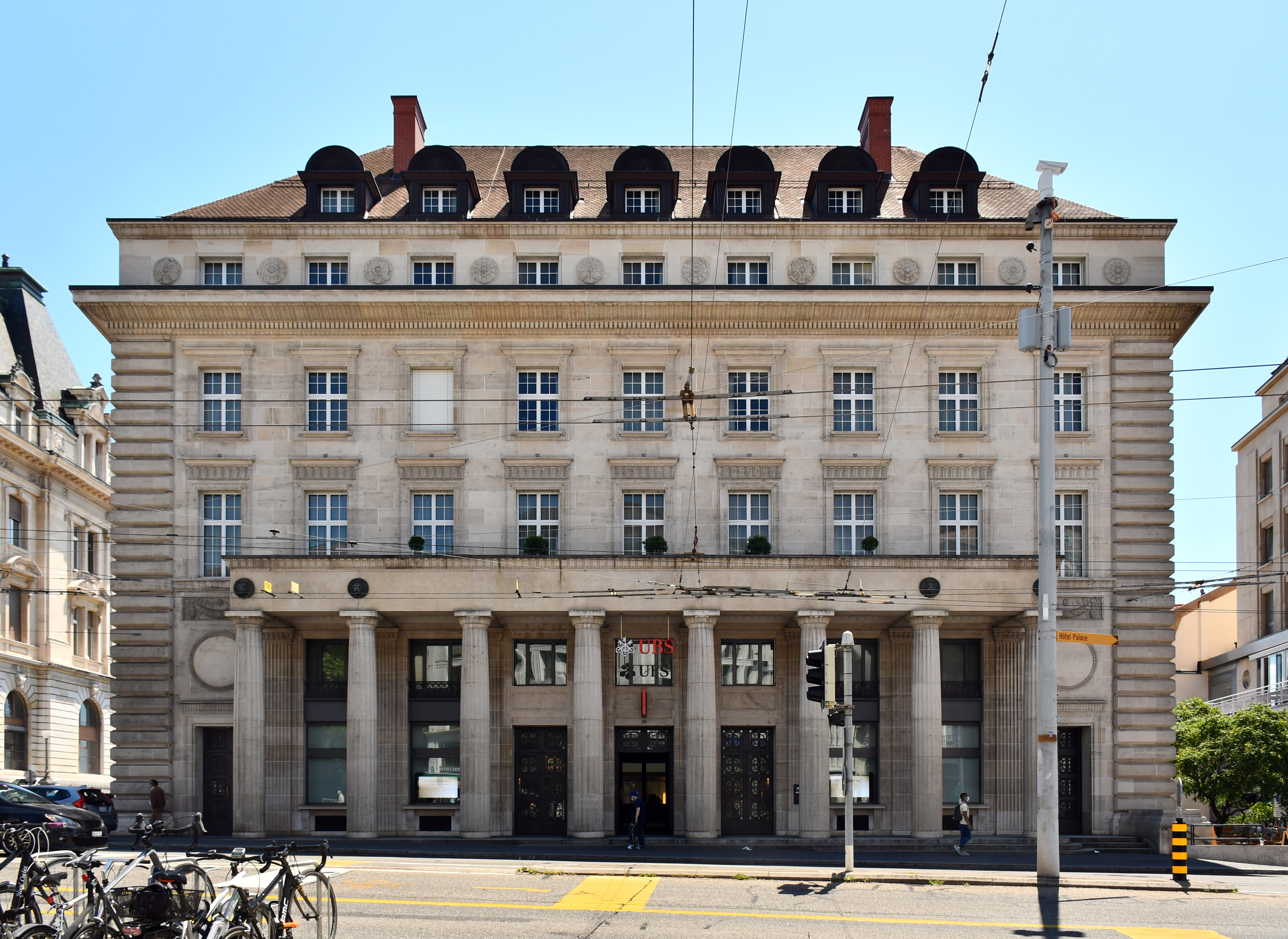
La banque UBS à la Place Saint-François de Lausanne.

En janvier 2020, à la suite de l’acquittement en première instance des activistes de Lausanne action climat, des militants climatiques ont occupé pacifiquement (environ deux heures) le hall de la succursale d'UBS de la Place Saint-François à Lausanne. Les participants ont exigé d'UBS « la fin immédiate des investissements dans les énergies fossiles ».
À la suite de la plainte de la banque, certains militants ont été condamnés (pour participation à un rassemblement non autorisé) ; d'autres ont été acquittés car seulement spectateurs. Par ailleurs, la plainte d'UBS pour violation de domicile et dommages à la propriété a été jugée invalide, car elle ne portait qu’une signature (au lieu des deux requises).

### Appel au boycott de l'armée (mai 2020)
En mai 2020, trois militants climatiques ont appelé à refuser de servir l'Armée suisse, pour des raisons « éthique, morale, responsabilité écologique et sociale ». Ils ont fait l'objet de perquisitions. En décembre 2022, le Ministère public de la Confédération les a condamnés à des jours-amende pour incitation à la violation des devoirs militaires. En juillet 2023, ils sont acquittés par le Tribunal pénal fédéral, car l'appel n'a pas nuit à l'armée et qui la liberté d'expression est garantie.

### Blocage d'un pont à Zurich (juin 2020)

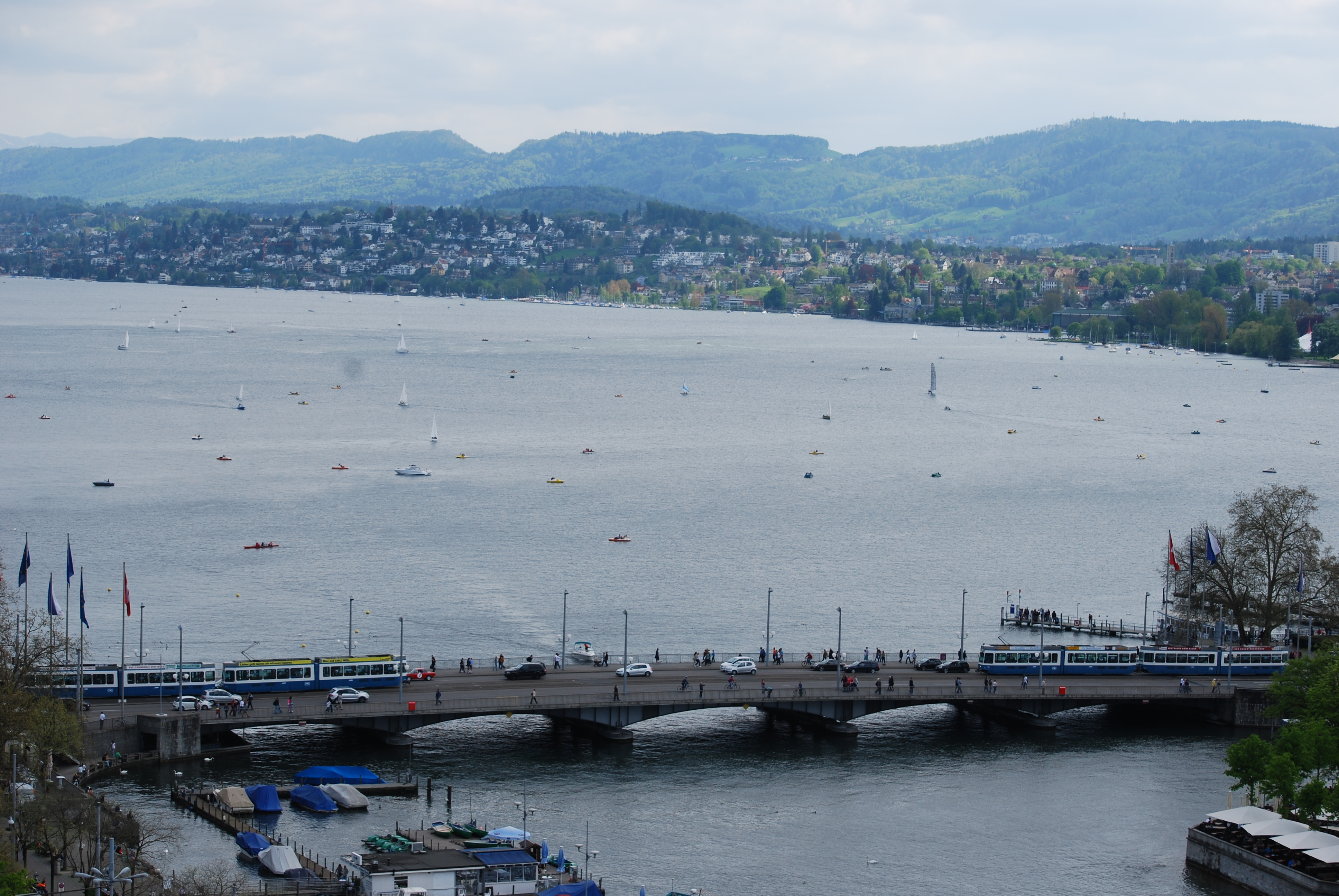
Le Quaibrücke de Zurich.

En juin 2020, 250 personnes ont bloqué le Quaibrücke (de) de Zurich pendant trois heures pour alerter la population du dérèglement climatique. En août 2021, une militante est condamnée pour contrainte et entrave aux services d'intérêt général,. En août 2022, le  tribunal d’arrondissement acquitte un participant.

### Occupation d'une route à Neuchâtel (mars 2020)
Le 5 mars 2020, des manifestants d'Extinction Rebellion bloquent une route de Neuchâtel pendant plus d'une heure. En mai 2021, quinze activistes sont poursuivis devant le Tribunal de police. Le juge refuse d'entendre des témoignages de scientifiques. Le 11 juin 2021, sans remettre en cause le principe d'urgence climatique, le juge condamne les manifestants à une amende de 200 francs chacun, pour entrave à la circulation routière,.

### Occupation de la Place fédérale (septembre 2020)

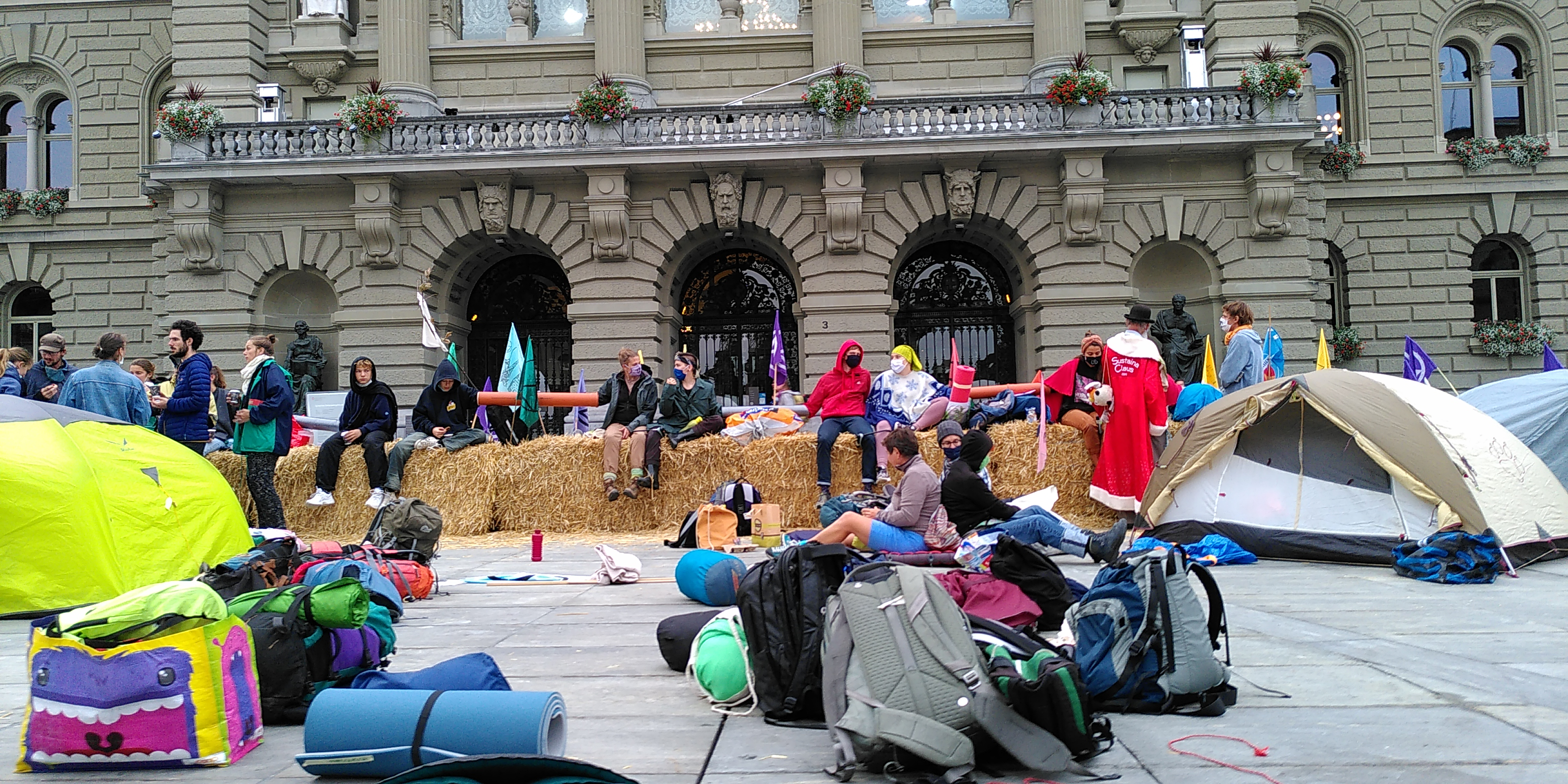
En septembre 2020, des militants pour le climat ont campé devant le Palais fédéral, la semaine où la loi sur le a été adoptée.

En septembre 2020, plusieurs centaines de manifestants du mouvement Rise up for change (« Debout pour le changement ») occupent durant deux jours la Place Fédérale à Berne avant d'être délogés par la police,.

### Blocages de banques à Zurich (août 2021)
Le 2 août 2021, près de 200 militants pour le climat (Rise up for change) ont occupé les entrées des sièges de Crédit Suisse et UBS, à la Paradeplatz à Zurich, pour dénoncer les investissements des institutions financières suisses dans le pétrole, le gaz et le charbon, trop importants selon eux. La manifestation a lieu pendant la matinée, à la suite de quoi la police interpelle 83 personnes,.

### Occupations de routes à Zurich (octobre 2021)
Le 4 octobre 2021, environ 200 militants du mouvement écologiste Extinction Rebellion se sont assis sur la chaussée d'une rue dans le centre de Zurich. Leur objectif est de pousser le Conseil fédéral à déclarer l'état d'urgence climatique. Ils ont été évacués par la police dans la journée, dont 134 personnes emmenées au poste de police.
En août 2022, le Tribunal d’arrondissement acquitte une manifestante sexagénaire qui avait passé 48 heures en détention et lui octroie un dédommagement pour emprisonnement injustifié.

### Blocages d'autoroutes (avril 2022)
En avril 2022, des personnes militant pour la campagne Renovate Switzerland bloquent temporairement des voies d'autoroute à Lausanne (11 avril), Genève (Pont du Mont-Blanc, 14 avril), Berne (19 avril) puis Crissier (22 avril). Renovate Switzerland demande au Conseil fédéral un plan d'action pour rénover d'ici 2040 le million de maisons qui nécessitent d'urgence une isolation thermique, afin de réduire les émissions de gaz à effet de serre.

### Blocages de jets privés (mai 2023)

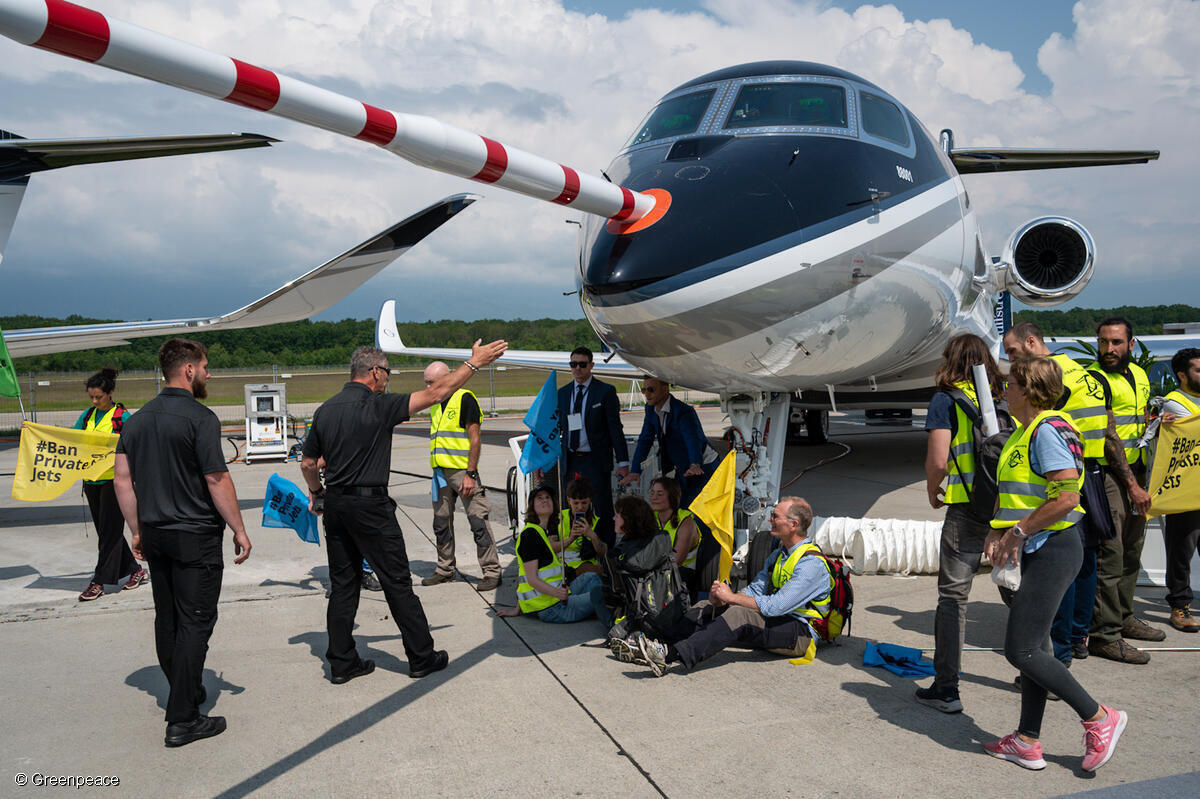
Blocages de jets privés en 2023.

En mai 2023, des activistes ont manifesté dans une exposition de jets privés (le Salon international de l'aviation d'affaires de Genève) organisé en marge du tarmac de l'Aéroport de Genève. La police a interpellé 102 personnes (de 17 pays), rapidement condamnées par ordonnances pénales.

### Bases légales

#### Bases légales internationales
Dérèglement climatique :
- Convention-cadre des Nations unies sur les changements climatiques (lire en ligne)
- Accord de Paris sur le climat (lire en ligne)

Liberté de manifester :
- Pacte international relatif aux droits civils et politiques (lire en ligne)
- Convention européenne des droits de l'homme (lire en ligne)

#### Bases légales nationales
- Constitution fédérale de la Confédération suisse (Cst.) du 18 avril 1999 (état le 1er janvier 2020), RS 101. (article).
- Code pénal suisse (CP) du 21 décembre 1937 (état le 1er juillet 2020), RS 311.0. (article).
- Code de procédure pénale suisse (CPP) du 5 octobre 2007 (état le 1er février 2020), RS 312.0. (article).

#### Littérature juridique
En français
- Dominique Bourg, Clémence Demay et Brian Favre, Désobéir pour la Terre : défense de l'état de nécessité, Presses universitaires de France, 2021, 330 p. (ISBN 978-2-13-083035-1). Notamment chapitre 8 : « Extraits du jugement de la Cour de justice du canton de Genève dans l'affaire dite « des mains rouges » », pages 175-196.
- Félise Rouiller, Le contentieux climatique contre l'État : aspects procéduraux de droit public suisse et américain, Éditions Schulthess, coll. « Travaux de la Faculté de droit de l'Université de Fribourg », 2023 (ISBN 978-3-7255-9865-6).
- Sevan Pearson, Le long combat des Aînées pour le climat, Presses polytechniques et universitaires romandes, coll. « Savoir suisse enquête », 2025, 196 p. (ISBN 978-2-88915-673-3).

En allemand
- (de) Andrés Payer, « Klimawandel als strafrechtlicher Notstand », sui-generis,‎ 2020, p. 226-241 (DOI 10.21257/sg.132, lire en ligne).
- (de) Andrés Payer, « Klimawandel und strafrechtlicher Notstand », ex ante 2/2020,‎ 1er novembre 2020, p. 21 à 32 (lire en ligne ).
- (de) Andrés Payer, « Entscheidbesprechung BGer 6B_1295/2020* (Commentaire de l'arrêt du Tribunal fédéral 6B_1295/2020*) », Pratique juridique actuelle 2021,‎ 11 octobre 2021, p. 1310 à 1320 (lire en ligne ).

#### Littérature scientifique
- Cinquième rapport d'évaluation du GIEC
- Rapport spécial du GIEC sur les conséquences d'un réchauffement planétaire de 1,5 °C
- Sixième rapport d'évaluation du GIEC
- Jevgeniy Bluwstein, Clémence Demay et Lucie Benoit, « Désobéissance civile et procès climatiques en Suisse : quels combats se jouent devant les tribunaux suisses ? », humanrights.ch,‎ 17 mai 2023 (lire en ligne [PDF])

### Filmographie
- (de) Schmutzige Geschäfte – Der Schweizer Finanzplatz und die Klimakrise [Sales affaires – La place financière suisse et la crise climatique], émission DOK, chaîne SRF 1, documentaire, 2020, 50 minutes.
- État de nécessité, documentaire de Stéphane Goël, 2022, 70 minutes.